# Snæfellsnes

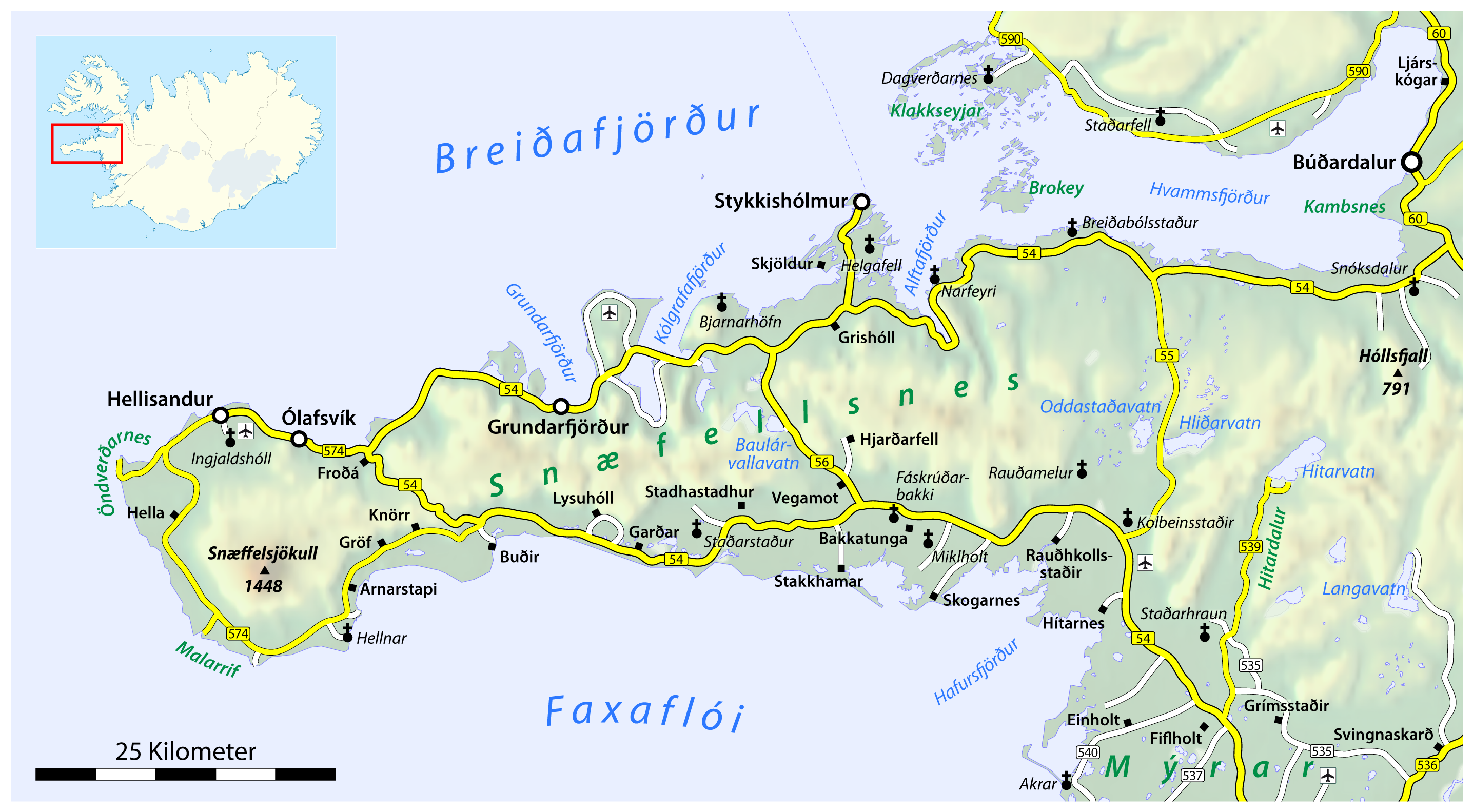
Península de Snaefellsnes.

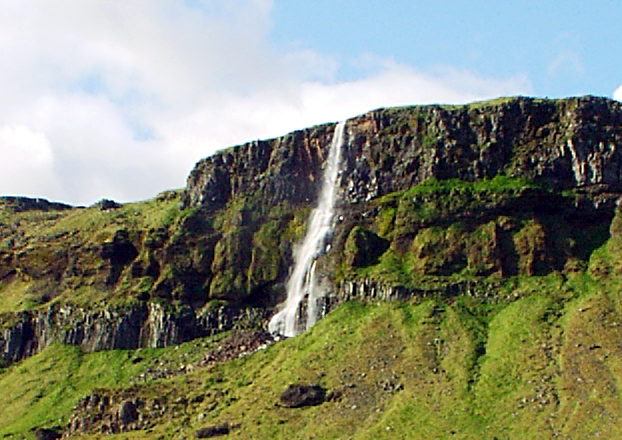
Kalfárvellir / Snaefellsnes.

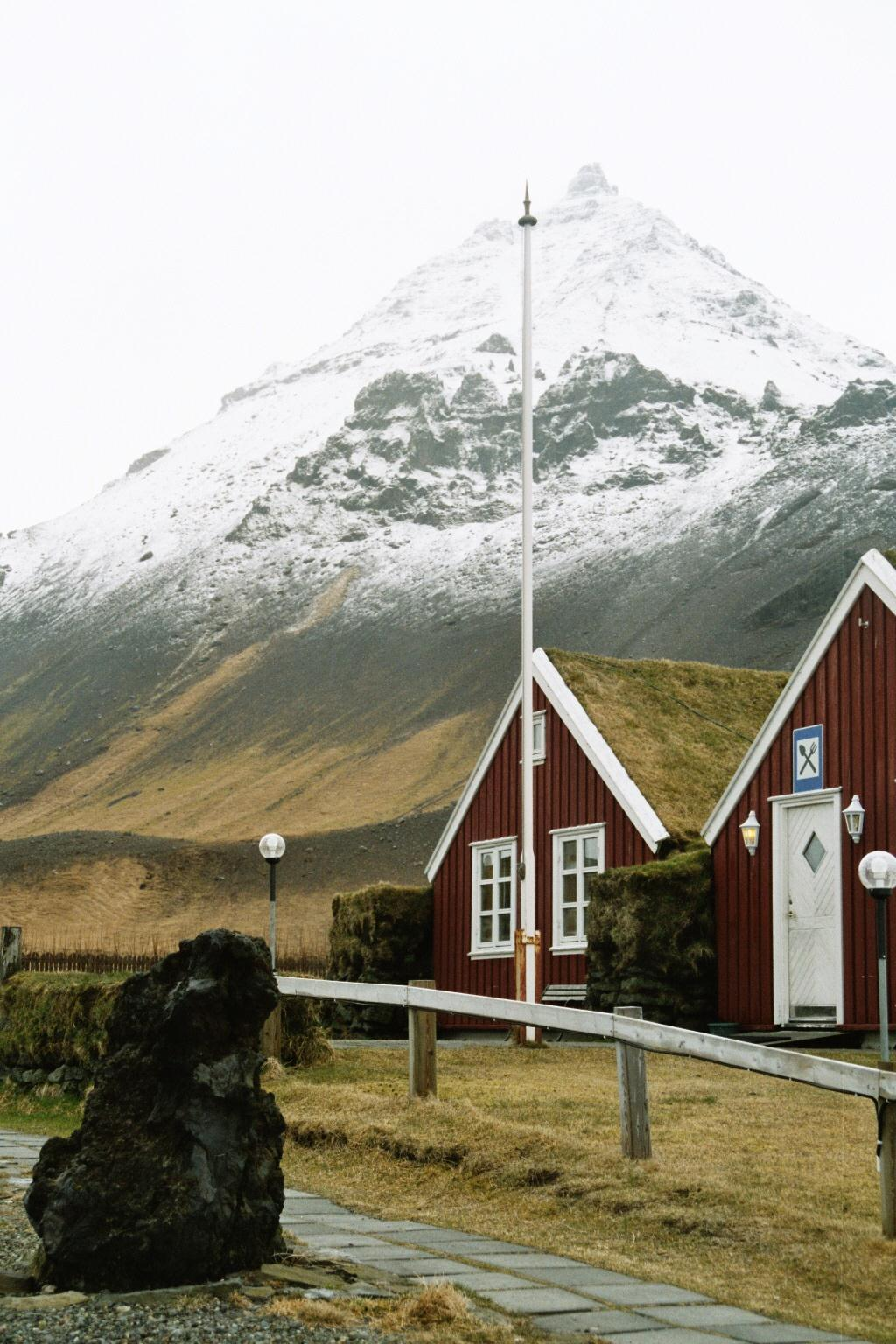
Arnarstapi em Snaefellsnes

A península de Snaefellsnes (em islandês: Snæfellsnes) é uma península no oeste do Borgarfjördur (Fiorde de Borg), na região oeste da Islândia.
É chamada Islândia em miniatura, já que em Snaefellsnes se podem encontrar muitas das paisagens islandesas, incluindo o vulcão Snæfellsjökull (Glaciar de Snaefellsnes), reconhecido como um dos símbolos da Islândia. Com uma altitude de 1446 metros é uma das montanhas mais altas da península, com a característica de ter um glaciar no topo. O vulcão pode ser visto em dias claros de Reykjavík, a uma distância aproximada de 120 km. Esta montanha é conhecida por ser o local onde se desenvolve a novela do escritor francês Jules Verne, Voyage au centre de la Terre (Viagem ao Centro da Terra), e também foi a escolhida para a obra Sob o Glaciar do escritor islandês Halldór Laxness, premiado com o Nobel da Literatura.
É uma das principais localizações na saga de Laxdœla e lugar de nascimento de Bolli Bollason, membro da Guarda Varega. Por sua vez, outras personagens históricas, como Þórólfur Mostrarskegg, Guðrún Ósvífursdóttir, Bolli Þorleiksson e Snorri Goði viveram nesta região, segundo a saga.
Os crentes em poderes esotéricos pensam que o vulcão é o centro de um campo de forças especial.
A área que rodeia Snæfellsjökull foi designada como um dos quatro parques nacionais pelo governo da Islândia: o Parque Nacional Snæfellsjökull.
Localidades piscatórias e pequenas vilas da costa norte de Snaefellsnes incluem Rif, Ólafsvík, Grundarfjörður, Stykkishólmur e Búðardalur.
Perto de Hellissandur fica a estrutura mais alta da Europa Ocidental, a antena de rádio de onda larga de Hellissandur.
A comunidade de Snaefellsnes tem o primeiro certificado Green Globe da Europa, e quarto do mundo: comprometeu-se com o Programa Green Globe desde 2003.